# Benjamina Karić

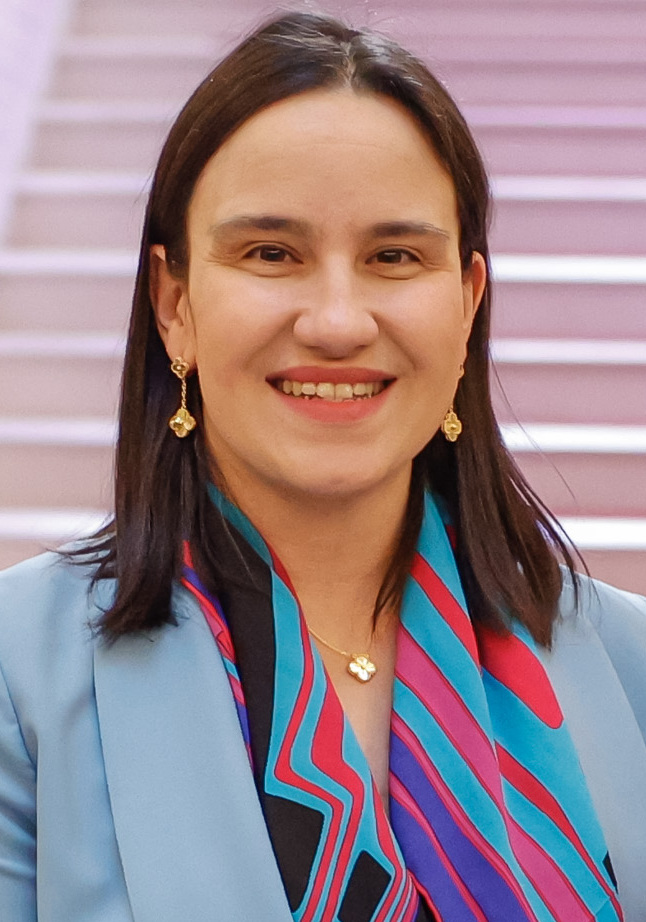
Benjamina Karić, 2023

Benjamina Karić geborene Londrc (geboren am 8. April 1991 in Sarajevo, Bosnien und Herzegowina) ist eine bosnische Politikerin (SDP), die von 2021 bis 2024 Bürgermeisterin von Sarajevo war.

## Leben

### Ausbildung und Beruf
Benjamina Karić machte gleichzeitig Universitätsabschlüsse an der Juristischen Fakultät und am Institut für Geschichte der Fakultät für Philosophie an der Universität Sarajevo. Sie erhielt das Silberabzeichen der Universität Sarajevo für herausragende Leistungen im Grund- und Aufbaustudium. Ihre Masterarbeit hat den Titel „Die Rechtslage der jüdischen Gemeinde in Bosnien und Herzegowina von 1918 bis 1945“. Sie ist Autorin von fünfzig Publikationen, Büchern, Artikeln und Übersetzungen aus dem Lateinischen ins Bosnische.
2014 war sie Assistentin an der Juristischen Fakultät der Universität Travnik und in Kiseljak.

### Bürgermeisterin von Sarajevo
Karić trat 2009 im Alter von 18 Jahren der Socijaldemokratska partija Bosne i Hercegovine (SDP BiH) bei und wurde 2019 Vizepräsidentin der Partei.
Nach den Kommunalwahlen in Bosnien 2020 wurde Bogić Bogićević durch die Liberale Vierparteien-Koalition, zu der auch die SDP BiH gehört, zum Kandidaten für das Amt des Bürgermeisters von Sarajevo nominiert. Er war Ende der 1980er bis Anfang der 1990er Jahre Mitglied des Präsidiums der Sozialistischen Föderativen Republik Jugoslawien. Allerdings hintertrieb die bisher regierende SDA die Kandidatur des angesehenen Serben. Am 24. März 2021 beschloss er daher, sich aufgrund dieser Konflikte in der Koalition von der Kandidatur zurückzutreten. Daraufhin gab die SDP BiH am 5. April 2021 bekannt, dass Karić die neue Kandidatin für das Amt des Bürgermeisters sei.
Am 8. April, ihrem 30. Geburtstag, wurde Karić von den Mitgliedern des Stadtrats von Sarajevo einstimmig zur 39. Bürgermeisterin der Stadt gewählt. Sie löste Abdulah Skaka als Bürgermeister ab und wurde die zweite Frau in diesem Amt. Die erste Frau im Bürgermeisteramt von Sarajevo von 2005 bis 2009 war Semiha Borovac. Bei ihrer Wahl gratulierte der Bürgermeister von Istanbul, Ekrem İmamoğlu, Karić zu ihrer Ernennung zur Bürgermeisterin und sandte ihr seine besten Wünsche.
Die erste Amtshandlung von Karić war es, die widerrechtlich angeschaffte Dienstlimousine ihres Vorgängers zum Verkauf anbieten zu lassen. Sie möchte sich dafür engagieren, die verschiedenen Religionen und Ethnien in Sarajevo zu einen. In Bosnien und Herzegowina werden öffentliche Ämter durch die drei konstitutiven Nationen – Bosniaken, Serben und Kroaten – proportional besetzt. Karić selbst bezeichnet sich als keiner dieser Nationen angehörig. Sie bekennt sich zur Gruppe der „Anderen“, zu der sich nicht nur Angehörige der Minderheiten, sondern auch Kinder aus gemischten Familien sowie antinationalistische Bosnier zählen.
Im Juni 2021 besuchte Karić Banja Luka, wo sie sich mit Bürgermeister Draško Stanivuković traf. Es war das erste Mal seit 26 Jahren und seit dem Ende des Krieges in Bosnien und Herzegowina, dass sich die Bürgermeister der beiden größten Städte in Bosnien und Herzegowina trafen.

### Kandidatin für Neu-Sarajevo
Im Juli 2024 wurde bekannt, dass Karić nach dem Ende ihrer Amtszeit in Sarajewo als Bürgermeister-Kandidatin für Novo Sarajevo antritt. Bei den Wahlen am 6. Oktober 2024 lieferten sich Benjamina Karić (Troika) und Muamer Bandić (SBiH) ein Kopf-an-Kopf-Rennen. Karić gewann schließlich mit einem knappen Vorsprung von ca. 300 Stimmen und wird damit neue Bürgermeisterin von Novo Sarajewo. Karić ist nach Halima Hadžijamaković die zweite Frau, die dieses Amt innehat. Hadžijamaković war von 1996 bis 2000 Bürgermeisterin von Novo Sarajewo.

## Privates
Karić ist verheiratet, hat ein Kind und lebt mit ihrer Familie in Sarajevo. Sie spricht fließend Englisch und Deutsch.

## Publikationen (Auswahl)
- Knjiga vanvremenskoga značaja (Amir Brka: Nisim Albahari, tragični revolucionar, Centar za kulturu i obrazovanje, Tesanj, 2018.) - deutsch: Ein Buch von zeitloser Bedeutung (Rezension zu: Amir Brka: Nisim Albahari, ein tragischer Revolutionär, Zentrum für Kultur und Bildung, Tesanj, 2018). Opća biblioteka, Tešanj 2020 (kroatisch).
- Pravni polozaj jevrejske zajednice u BiH od 1918. do 1945. godine : drugo izmijenjeno i dopunjeno izdanje.   - deutsch: Rechtsstatus der jüdischen Gemeinde in Bosnien und Herzegowina von 1918 bis 1945. 2. Auflage. University Press, Sarajevo 2017 (bosnisch).
- mit Drino Dževad: De Officio Praesidis – On the Service of the Administrator of a Province, With Special Emphasis on Judicial Activity / De Officio Praesidis – o službi upravnika provincije, sa posebnim osvrtom na sudbenu djelatnost / deutsch: Das Amt des Präsidenten  – Im Dienste des Verwalters einer Provinz mit besonderem Schwerpunkt auf richterlichen Tätigkeiten.